# Praeanthropus
Praeanthropus – rodzaj wymarłych hominidów, do którego Cela-Conde i Ayala proponują włączyć rodzaj Orrorin i wiele gatunków australopiteków. Charakteryzuje się rozwojem postawy wyprostowanej.
Gatunki:
- Praeanthropus tugenensis
- Praeanthropus africanus syn. Australopithecus afarensis
- Praeanthropus bahrelghazali
- Praeanthropus anamensis
- Praeanthropus garhi